# ハル・デイヴィス
ハル・デイヴィス(Hal Davis)ことハロルド・エドワード・デイヴィス（Harold Edward Davis、1933年2月8日～1998年11月18日）、アフリカ系アメリカ人の作曲家、レコード・プロデューサー。

## 概略

### ジャクソン5
ジャクソン5のモータウン時代(1968年～1975年)の後期作品で知られる。 ジャクソン5の『アイル・ビー・ゼア』（1970）や 『ダンシング・マシーン』(1974)、Eddie Kendricksの『Can I』などを共作・制作した。
1971年、ジャクソン5の7枚目のシングル『さよならは言わないで』（"Never Can Say Goodbye"）（Clifton Davis作曲）を制作した際には社長ベリー・ゴーディーに「大人っぽすぎるからマイケルに合ってへんやないか！こんなもん売れるかあボケエ！！」と言われたが、必死で喰らいつき、ようやく発売されて結局大ヒットした。
なお、同曲にはアイザック・ヘイズ、海外ドラマ『Glee/グリー』サウンドトラックなど無数のカバー・バージョンがある。

### その他
モータウン時代のベット・ミドラーの1975年のアルバムを制作したがお蔵入りとなる。
ボビー·テイラー＆Vancouvers、シュープリームス、グラディス・ナイト＆ピップス、ブレンダ·ホロウェイ、テルマ・ヒューストン、ジョイ・ホールデン、フローレンス・バラード、メアリー·ウィルソン、ジュニア·ウォーカー、ダイアナ・ロス、マーヴィン・ゲイ,少年期のスティーヴィー・ワンダー,フォー・トップス, ミラクルズなどの曲も制作した。
モータウンで30年近く勤め、モータウンの西海岸（ロサンゼルス）事務所モーウェスト（Mowest）をマーク・ゴードンとともに1960年代末に開いた。
元々は、自身のレーベルで"Do The Del Viking"（Patrice Holloway）、"Moment to Remember"（ Jenell Hawkins）などのローカル・ヒットを放っていた。

## 参照
1. ↑  三枚組ＣＤ『ベスト・オブ・マイケル・ジャクソン&ジャクソン5』のライナー（泉山真奈美氏著）
2. ↑  http://www.allmusic.com/search/all/never%20can%20say%20goobye |all music